# Lindengruppe am Galgen in Eschwege
Die Lindengruppe am Galgen in Eschwege im nordhessischen Werra-Meißner-Kreis ist seit dem Jahr 1936 ein ausgewiesenes Naturdenkmal und mit der Bezeichnung Erdwerk „Am Galgen“ auch Teil eines geschützten Flurdenkmals.

## Standort
Die Baumgruppe steht auf der Reichensächser Höhe am südwestlichen Stadtrand von Eschwege. Die Flurbezeichnung „Am Galgen“ bekam der Bereich wegen der früher hier befindlichen Richtstätte. Bis in die Neuzeit war auch der Namen „Galgenberg“ üblich. Heute grenzen die Straßen Heubergstraße und Hessenring an das geschützte Gelände, das vollkommen vom Gewerbegebiet Hessenring umschlossen wird. In der naturräumlichen Gliederung Deutschlands wird die Fläche dem Eschweger Hügelland (358.21) im südlichen Teil des Eschweger Beckens (358.2) zugeordnet. Sie sind Teile des Unteren Werraberglands (358) in der Haupteinheitengruppe des Osthessischen Berglands.

## Geschichte
Der kreisförmig erhöhte Lindenplatz, mit einem Durchmesser von rund 15 m, wird von den Bäumen und einem Ringwall umgeben, der vermutlich um 1000 v. Chr. entstand. Möglicherweise war hier der Standort einer frühmittelalterlichen Turmburg , wie sie auch an anderen Stellen um Eschwege standen.
Das Pflanzdatum der Bäume ist nicht bekannt. Der Kunsthistoriker und Fotograf Thomas Wiegand vermutet in seinem, im Jahr 1984 erschienenen Buch Bäume aus dem Werraland, dass sie ein Alter um 150 bis 200 Jahre besitzen.
Bereits im 17. Jahrhundert wurde die Stelle auf dem Galgenberg „Neues Gericht“ genannt. Der Name entstand nach der Verlegung des vorherigen Gerichtsplatzes, der sich am Weg nach Langenhain befand und den man später als „Altes Gericht“ bezeichnete. Beide Stätten gehörten zu den Plätzen in Eschwege, auf denen auch Todesstrafen vollzogen wurden. Die letzte öffentliche Hinrichtung auf dem Galgen fand am 22. Oktober 1852 statt. Der Gutsverwalter Wilhelm Bütemeister aus Schwebda wurde hier wegen der Tötung seines unehelichen Sohnes mit dem Schwert gerichtet. Es war ein Ereignis, dass eine große Zahl von Menschen anlockte, die dann „schwankend zwischen Neugier und Entsetzen“ das „unterhaltsame Spektakel“ verfolgten.
Bei den Linden an dem Graben um den Galgenhügel sollen zwei Männer begraben liegen, die beide des Mordes angeklagt waren und vor der Vollstreckung des Todesurteils im Gefängnis Selbstmord begingen.

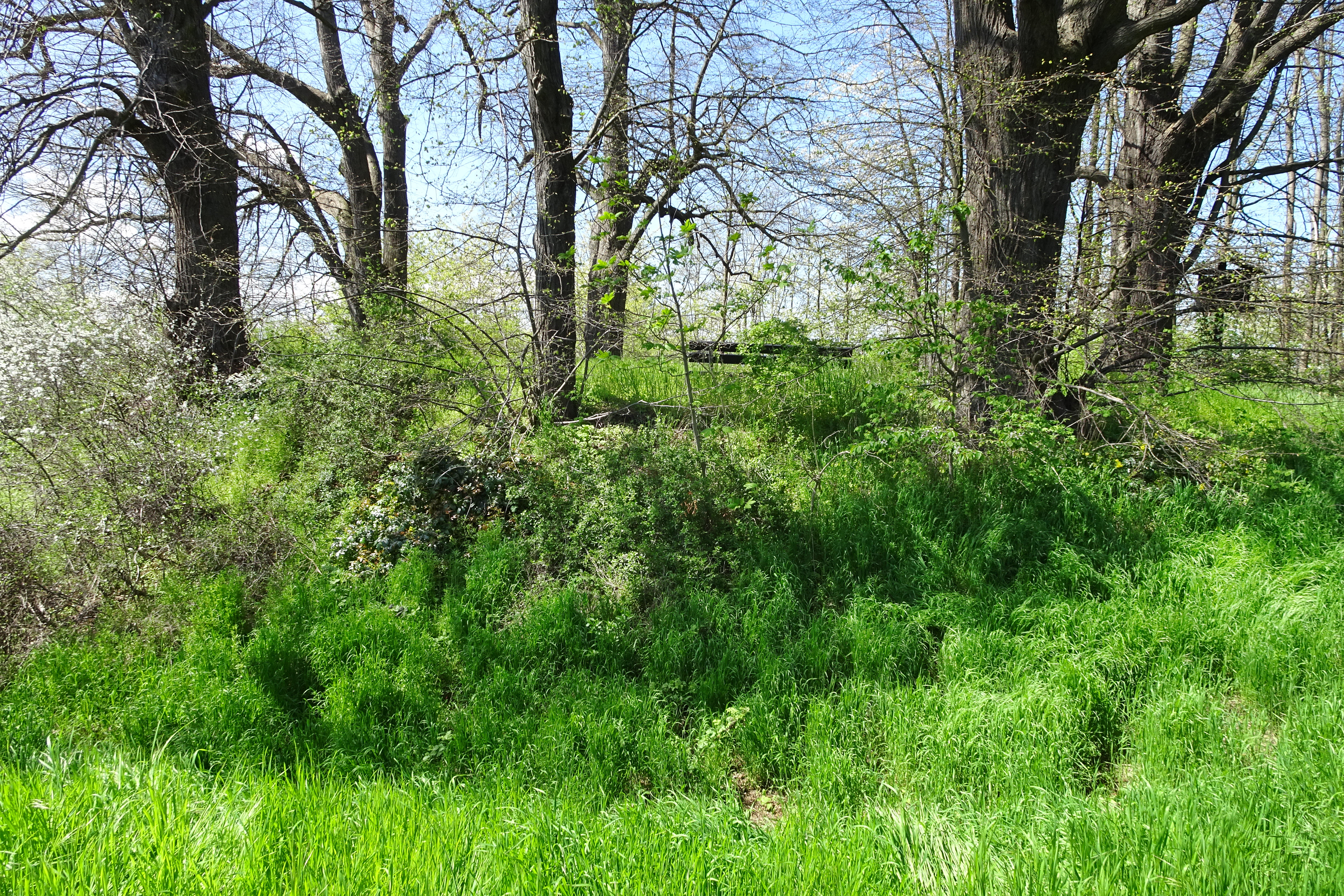
Graben und Erdhügel sind Relikte der früheren Wallanlage
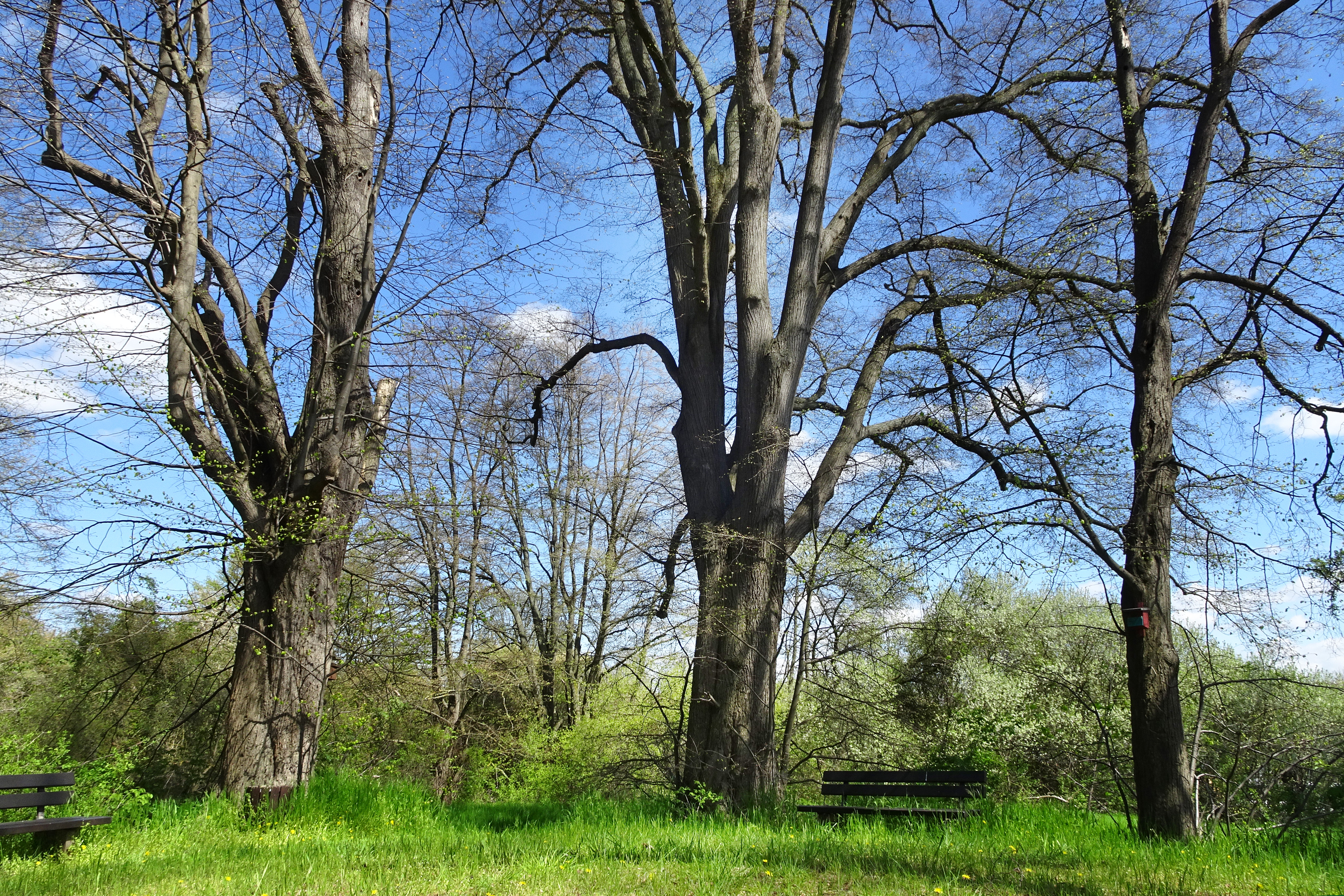
Um den erhöhten Platz stehen kreisförmig sieben Linden

## Schutz
Zu der im Juli 1936 als Naturdenkmal ausgewiesenen Baumgruppe am Galgenberg gehören fünf Winterlinden (Tilia cordata) und zwei Sommerlinden (Tilia platyphyllos). Als „rechtsverbindlich festgesetzte Einzelschöpfungen der Natur“ stehen sie unter besonderem Schutz. Ihre Beseitigung und alle Handlungen, die zu einer Zerstörung, Beschädigung oder Veränderung führen können, sind verboten.

Der von einem Ringwall umgebene Platz mit den Linden steht als vermutlicher Standort einer frühmittelalterlichen Turmburg und als Standort der letzten Gerichtsstätte Eschweges aus geschichtlichen Gründen unter Denkmalschutz.